# Байенбург (Вупперталь)

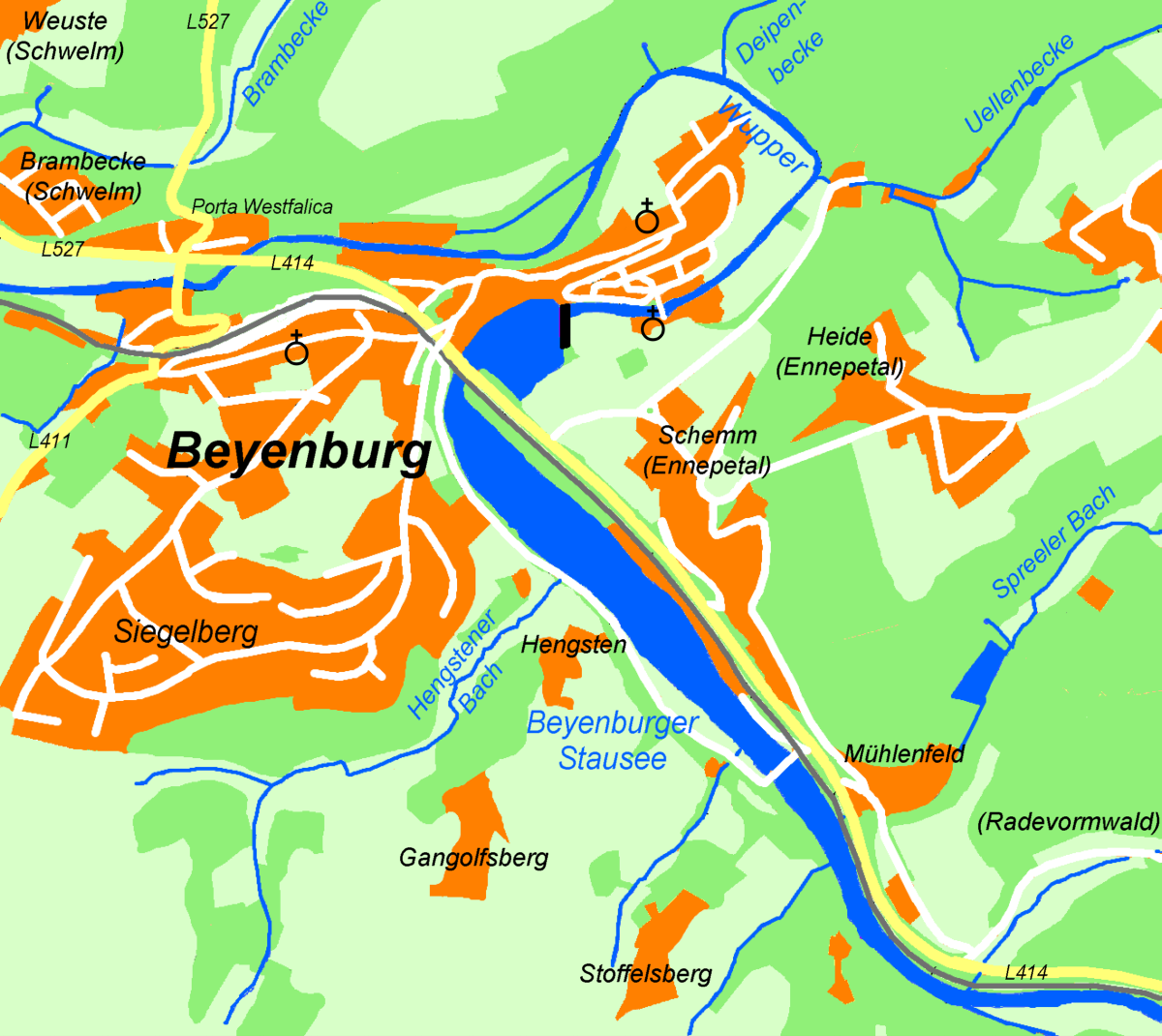
Карта современного Байенбурга.

Байенбург (нем. Beyenburg) — один из 9-ти административных районов округа Лангерфельд (город Вупперталь, Северный Рейн-Вестфалия, Германия). Расположен на реке Вуппер в восточной части Вупперталя. В 1975 году включён в состав городского округа Лангерфельд и граничит с городами Швельм, Эннепеталь, Радеформвальд и Ремшайд.
В свою очередь, помимо основного жилого массива Байенбург-Центр, в городской район Байенбург входят 11 отдельно расположенных деревень и хуторов: Байенбургер Ломюле, Нидердальхаузен, Хенгстен, Ин дер Грюне, Мосблех, Шарпенштайн, Зигельберг, Зипенплац, Штайнхаус, Зондерн, Фор дер Хардт и Цур Гутен Хоффнунг.

## История
Исторический центр расположен в петле реки Вуппер, которая начинается от Байенбургского водохранилища. Оно было сооружено Ассоциацией по регулированию Вуппера в 1952—1953 годах в качестве преемника старого Байенбургского пруда (1898—1900).
Исторический центр Байенбурга в петле Вуппера впервые упоминается в 1303 году как Байенборх. Около 1296 года часть его территории была пожертвована графом Адольфом Y Бергским (+ 1296 год) монашескому ордену Святого Креста Господня, обосновавшемуся в оберхофе Штайнхаус и построившему там часовню, снесенную в 1811 году. В 1298 году его брат Конрад I фон Берг, бывший проректором и архидьяконом Кёльнского собора, подтвердил пожертвование своего покойного брата в согласии с его матерью Маргаретой фон Хохштаден. Этот сертификат подтверждения является первой письменной записью транзакции.
Вскоре здесь был основан монастырь, но выбор места оказался неудачным, поскольку совсем рядом проходила очень важная оживлённая стратегическая, торговая и паломническая средневековая дорога Кёльн-Дортмунд. Часто возникали проблемные ситуации, а для монастырской жизни необходим покой и тишина. Поэтому братья-монахи стали искать новое место и уже в 1303—1304 годах переселились в соседний Байенбург, основав новый монастырь Штайнхаус. C 1339 года документально упоминается и пограничный мост на Вуппере у Байенбурга.
Сам оберхоф Штайнхаус, который сегодня всё также относится к Байенбургу, на самом деле старше исторического центра. Он был упомянут в 1189 году, когда графы Берг передали его графам Хюккесвагена в качестве залога.

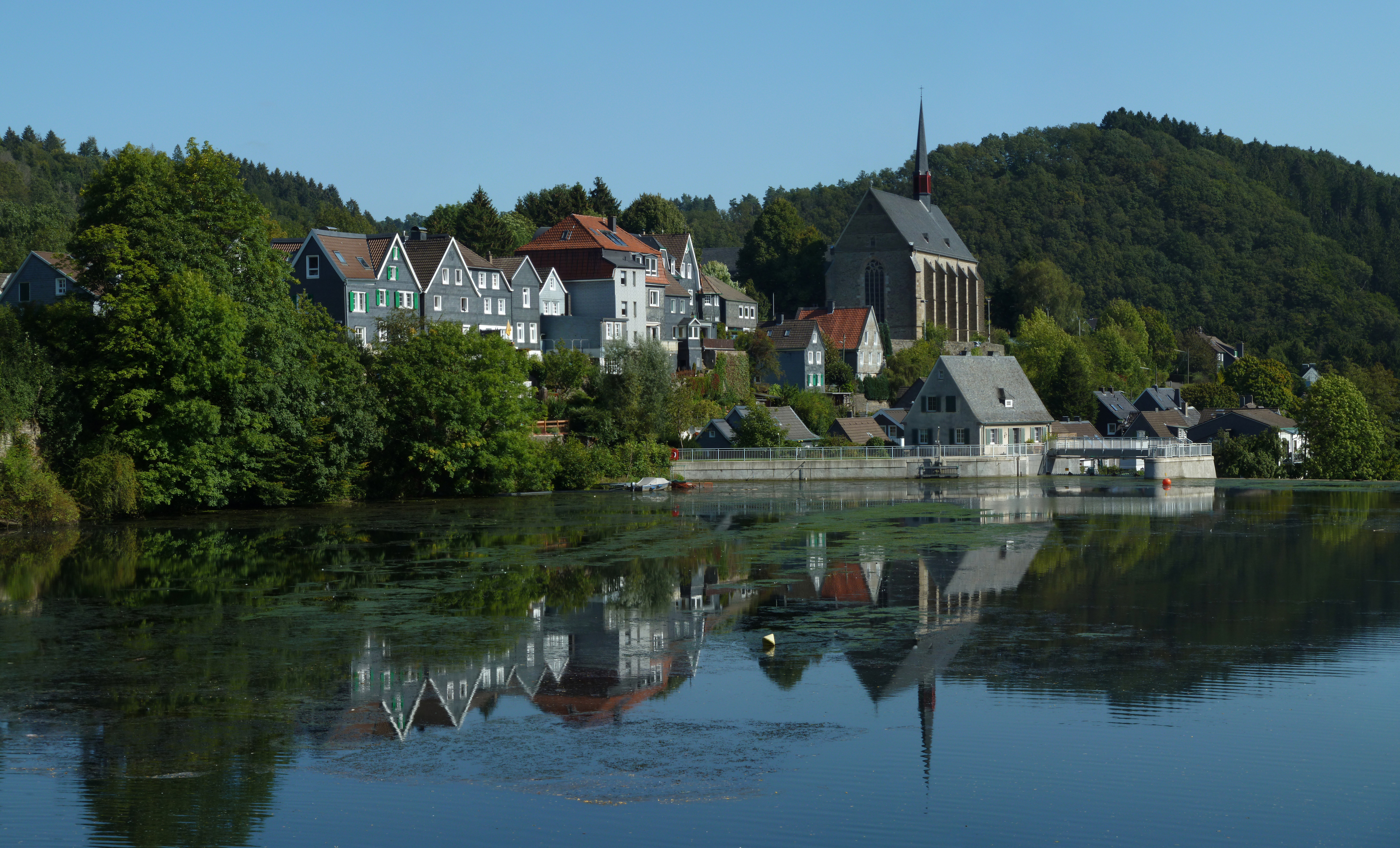
Общий исторического центра Байенбурга с монастырской церковью Марии Магдалины.

Самым важным зданием Байенбурга является монастырская церковь Святой Марии Магдалины, построенная в XV веке, называемая также «Байенбургским собором». Она была построена как часть монастыря. В церкви находится крестовая часовня, в которой хранится часть мощей святой Одилии Кельнской, покровительницы ордена Святого Креста.
Байенбург был административным центром основанного не позднее 1399 года Бергского управления Байенбург (Amt Beyenburg), к которому относились церковные приходы Люттрингхаузен (Lüttringhausen), Бармен, Радеформвальд, Ронсдорф (Ronsdorf) и Ремлинграде (Remlingrade). Помимо монастыря, был возведен замок Байенбург, впервые упомянутый в 1336 году и выполнявший несколько функций: защиты монастыря, официальной резиденции судебного пристава и в качестве герцогской резиденции. Со временем он пришёл в упадок и ныне от него осталось только несколько подпорных стен. Сегодняшний исторический центр Байенбурга был застроен жилыми зданиями вокруг монастыря и замка и около 1400 года состоял из 26 домов и водяной мельницы. Как это принято в замковых поселениях в Бергишских землях, этому месту вскоре была предоставлена юридическая и налоговая свобода, которая в качестве предварительного этапа рождающегося города гарантировала определённые привилегии и независимую юрисдикцию.
Монастырь отвечал за пастырское попечение, школьное образование и помощь беднякам. Он был секуляризован в 1804 году, затем служил родильным отделением под опекой августинцев во время Второй мировой войны до 1950 года и был возвращён католическому Ордену Святого Креста (Orden vom Heiligen Kreuz) в 1964 году. Сейчас (2021 г.) это последний монастырь данного ордена в Германии. В монастыре останавливаются паломники, идущие по участку рейнского Пути Святого Иакова из Дортмунда через Кёльн в Ахен.